# Coalizione di centro-destra alle elezioni politiche in Italia del 2008
La coalizione di centro-destra alle elezioni politiche in Italia del 2008 aveva come leader Silvio Berlusconi ed includeva tre distinte formazioni:
- Il Popolo della Libertà (PdL) di orientamento populista di destra e liberal-conservatore;
- Lega Nord su posizioni federaliste, volta all'emancipazione delle regioni settentrionali ed alla costituzione di una macroregione del Nord (molto diffusa in Lombardia e Veneto);
- Movimento per le Autonomie, partito autonomista, regionalista e democratico-cristiano (diffuso prevalentemente in Campania, Abruzzo, Puglia e Sicilia), in difesa e tutela dei diritti delle regioni meridionali.

## La formazione della coalizione
Per quanto riguarda il centro-destra, lo scenario proposto agli elettori risultò mutato rispetto a quello del 2006.
Silvio Berlusconi e Gianfranco Fini decisero che i rispettivi partiti, Forza Italia e Alleanza Nazionale, si sarebbero presentati sotto l'unico simbolo de Il Popolo della Libertà, in coalizione con la Lega Nord, che avrebbe presentato le sue liste solo al Centro-Nord, e con il Movimento per le Autonomie, che lo avrebbe fatto nelle altre regioni. La trattativa con l'MpA a livello nazionale fu dominata dal tema della scelta candidature per la presidenza della Regione Siciliana che si svolsero contestualmente.
Varie formazioni minori diedero, poi, il proprio assenso all'ingresso nel Popolo della Libertà, come la Democrazia Cristiana per le Autonomie, i Liberaldemocratici (fuoriusciti dallo schieramento di centro-sinistra) e Azione Sociale.
Inizialmente anche la Democrazia Cristiana di Giuseppe Pizza aveva espresso la volontà di coalizzarsi al Senato con il Popolo della Libertà ma il suo simbolo fu ritenuto troppo simile a quello dell'Unione di Centro e quindi bocciato dal Ministero, il cui giudizio fu successivamente confermato dalla Commissione Centrale elettorale della Cassazione con una decisione che fu poi l'origine della vicenda giudiziaria già discussa precedentemente.
Il movimento La Destra, in disaccordo con la strategia di Berlusconi di creare un partito unico, aveva annunciato l'intenzione di presentare una propria lista e un proprio capo della stessa; questo nonostante, in un primo momento, i dirigenti del partito avessero sperato in un cambiamento della strategia del leader del PdL. Solo il perdurare della situazione di stallo li convinse a procedere e a stringere un accordo con la Fiamma Tricolore: i due partiti presentarono un'unica lista, convergendo sul candidato premier già indicato da La Destra.
Discorso a parte per Forza Nuova, che decise fin dalla notizia dello scioglimento delle Camere di correre in solitaria con il proprio simbolo.
Anche all'Unione dei Democratici Cristiani e di Centro (UDC) fu proposto di confluire nel Popolo della Libertà prospettiva che l'UDC, nonostante una spaccatura dovuta alla scelta singoli esponenti come Carlo Giovanardi di aderire al PdL, non condivise: l'UDC quindi si presentò indipendentemente, con un proprio capo della lista.
Nelle settimane di consultazioni presidenziali, il brusco ritorno di Pier Ferdinando Casini su posizioni consonanti con quelle di Forza Italia aveva provocato una scissione interna all'UDC: Bruno Tabacci e Mario Baccini avevano dato vita ad un nuovo movimento politico chiamato la Rosa Bianca, a ciò aveva aderito anche l'ex sindacalista Savino Pezzotta, e che si era dichiarato pronto a presentare un proprio candidato premier. Tuttavia a seguito della scelta dell'UDC di non coalizzarsi o confluire nel PdL, i due partiti scelsero di presentare una lista comune, l'Unione di Centro, con un unico candidato alla presidenza del consiglio.
Alcuni esponenti singoli del centrodestra, come Giuliano Ferrara che aveva nei giorni precedenti alla campagna elettorale esortato il paese a dibattere sull'opportunità di una moratoria sull'applicazione della Legge 194, presentarono una lista che nel simbolo recava la scritta «Aborto? No, grazie».

## Composizione
| Partiti | Partiti                          | Ideologia           | Collocazione  | Leader            |
| ------- | -------------------------------- | ------------------- | ------------- | ----------------- |
|         | Il Popolo della Libertà (PdL)    | Populismo di destra | Centro-destra | Silvio Berlusconi |
|         | Lega Nord (LN)                   | Federalismo         | Destra        | Umberto Bossi     |
|         | Movimento per le Autonomie (MpA) | Autonomismo         | Centro-destra | Raffaele Lombardo |

## Risultati elettorali
|                | Voti       | %          | Seggi     |           |
| Politiche 2008 | Camera     | 17 064 506 | 46,81     | 344 / 630 |
| Senato         | 15 508 899 | 47,31      | 174 / 315 |           |